# اولیس‌رادیو

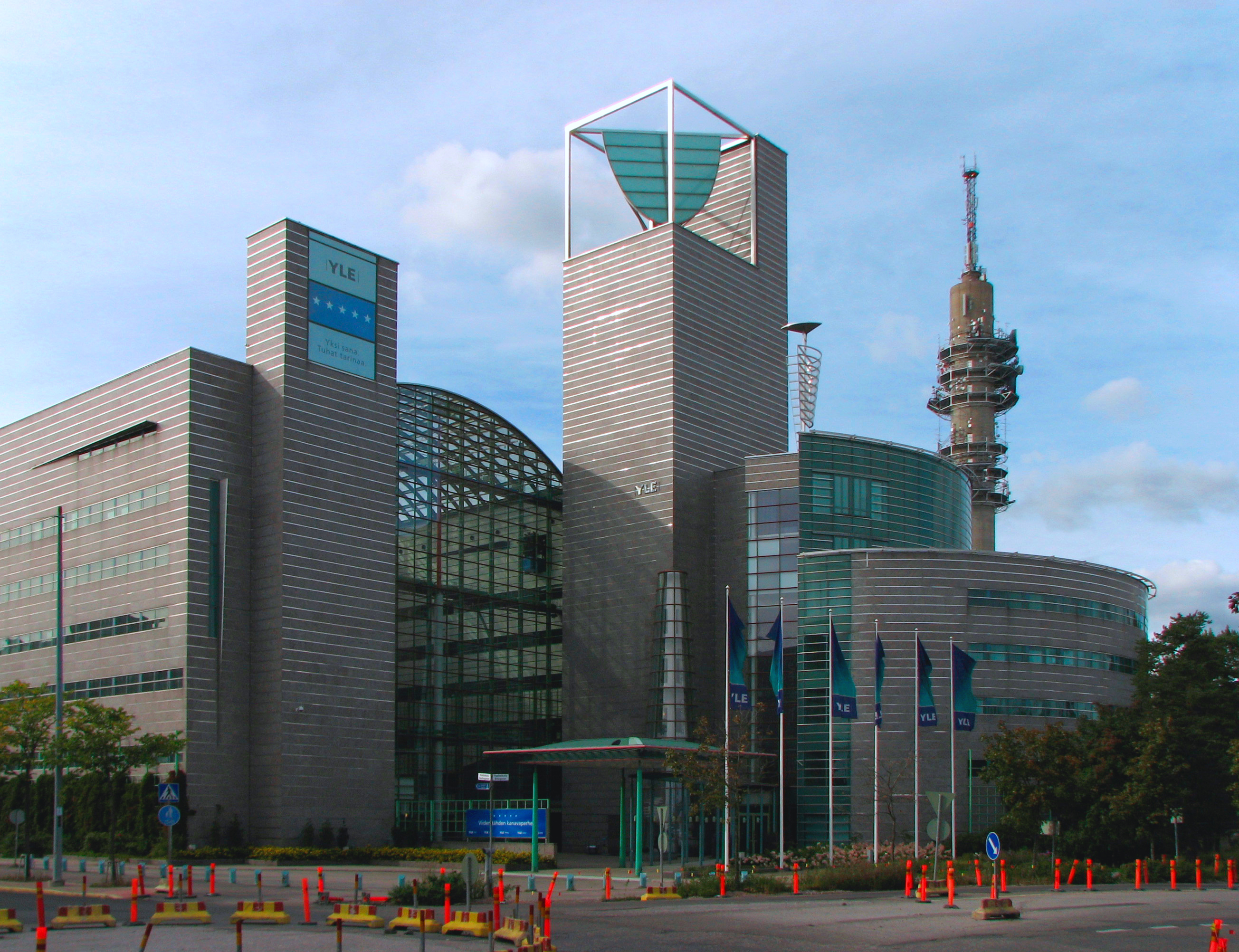
دفتر مرکزی اوله از سال ۱۹۹۳ تا ۲۰۱۶، معروف به Iso Paja ("کارگاه بزرگ")، در پاسیلا، هلسینکی. که اکنون در اختیار گروه VR است.

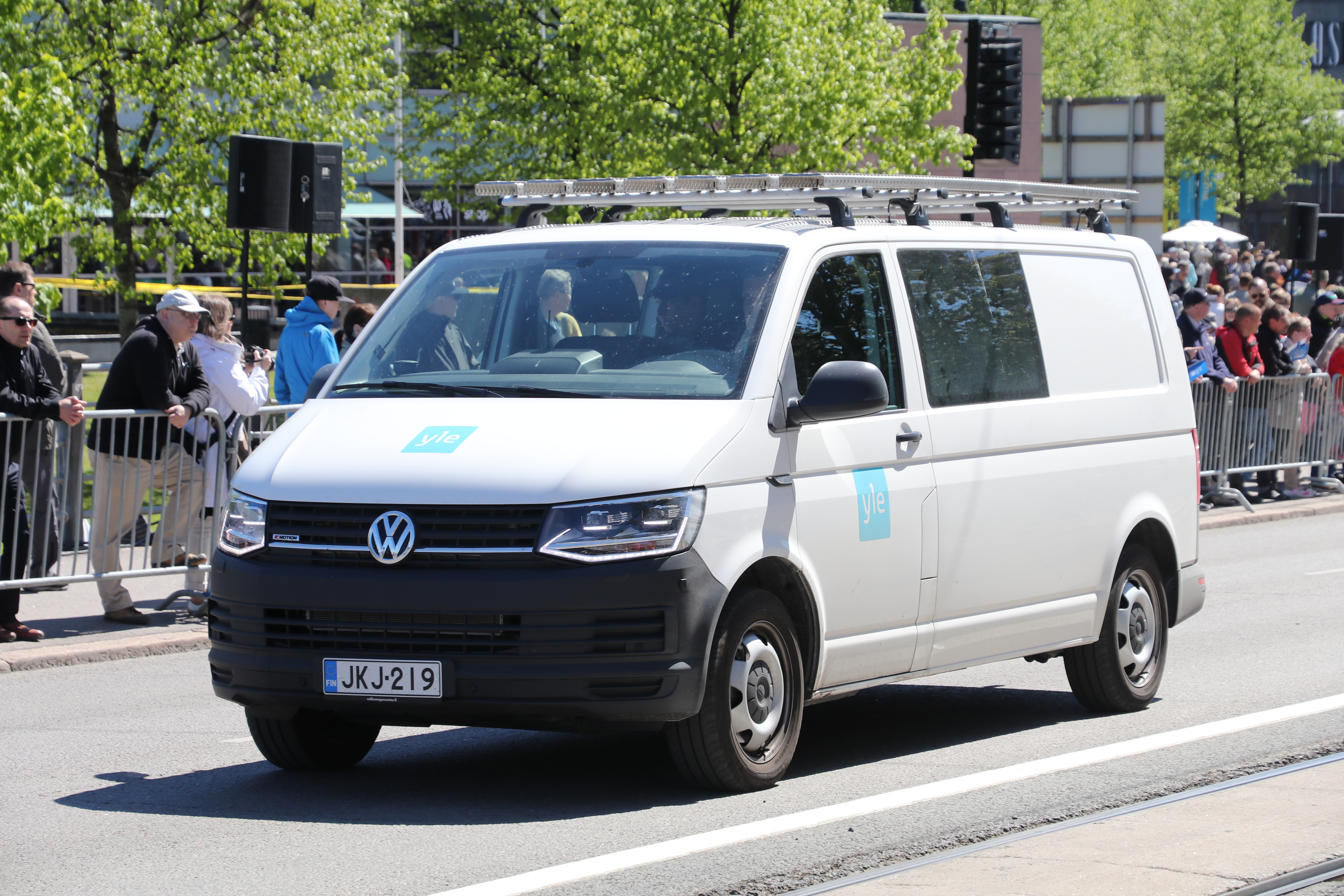
ون اوله

اولِیس‌رادیو (فنلاندی: Yleisradio Oy)، به معنای رادیو یا رسانهٔ همگانی. (سوئدی: Rundradion Ab)؛ به اختصار Yle ([[الفبای آوانگاری بین‌المللی|[yle]]])، شرکت ملی پخش عمومی فنلاند است که در سال ۱۹۲۶ تأسیس شد و یک شرکت سهامی است که ۹۹٫۹۸٪ سهام آن متعلق به دولت فنلاند است و حدود ۳۲۰۰ کارمند در سراسر فنلاند را در استخدام خود دارد. اولِه در بسیاری از خصوصیات سازمانی خود به همتای انگلیسی خود، بی‌بی‌سی، شبیه است زیرا به شکل گسترده از آن الگوبرداری کرده‌است.

## نگارخانه

اولین و اصلی‌ترین آرم اوله که از سال ۱۹۴۰ تا مه ۱۹۹۰ مورد استفاده قرار گرفت.
آرم دوم و سابق اوله که از مه ۱۹۹۰ تا ۳۰ سپتامبر ۱۹۹۹ استفاده می‌شد.
سومین و آرم پیشین اوله که از اول اکتبر ۱۹۹۹ تا ۴ مارس ۲۰۱۲ استفاده شده‌است.
چهارمین و آرم کنونی اوله که از ۵ مارس ۲۰۱۲ استفاده می‌شود.

## پخش ویدئو و صدا
- Yle Areena - به فنلاندی
- Yle Arenan - به سوئدی
- Yle Elävä arkisto - بایگانی زندگی به زبان فنلاندی
- Yle Arkivet - بایگانی به سوئدی